# Carré 35
Pour les articles homonymes, voir Carré (homonymie).
Pour plus de détails, voir Fiche technique et Distribution.
Carré 35 est un documentaire français réalisé par Éric Caravaca et sorti en 2017.

## Synopsis
Éric Caravaca part à la recherche de sa sœur Christine morte à l’âge de trois ans, bien avant qu'il ne naisse, et dont il n'a appris l'existence que tardivement. Il ne reste aucune trace de la vie de Christine, même pas une photo. Tout juste sait-on qu'elle repose dans le Carré 35 du cimetière français de Casablanca. Cette quête intime rejoint l'histoire de la décolonisation, celle du déni de la réalité, de la croyance qu'il suffit de ne rien dire pour que tout soit effacé.

## Fiche technique
- Titre original : Carré 35
- Réalisation : Éric Caravaca
- Scénario : Éric Caravaca et Arnaud Cathrine
- Musique : Florent Marchet
- Montage : Simon Jacquet
- Photographie : Jerzy Palacz
- Production : Laetitia Gonzalez et Yaël Fogiel
- Sociétés de production : Les Films du poisson, en coproduction avec NiKo Film et Auvergne-Rhône-Alpes Cinéma, en association avec les SOFICA Cinémage 11 et Soficinéma 13
- Société de distribution : Pyramide
- Pays de production :  France
- Format : couleur / noir et blanc — 1,85:1
- Genre : documentaire
- Durée : 67 minutes
- Dates de sortie :
  - France : 21 mai 2017 (Festival de Cannes) ; 1er novembre 2017 (sortie nationale)

## Distribution
- Éric Caravaca (essentiellement narration)
- les parents, le frère et un oncle d'Éric Caravaca

## Accueil

### Accueil critique
L'accueil critique est très positif : le site Allociné propose une moyenne de 4,3/5 pour les critiques de presse, et de 4,1/5 pour les spectateurs. 

### Box-office
- France : 76 627 entrées[2]

### Distinctions

#### Récompenses
- Festival international du film francophone de Namur 2017 : prix du public documentaire
- Festival du film français de Tübingen 2017 : Grand Prix
- Festival du film méditerranéen d'Annaba 2018 : Annab d'Or du meilleur documentaire

#### Nominations et sélections
- Festival de Cannes 2017 : sélection hors compétition
- Lumières 2018 : nomination pour le Lumière du meilleur documentaire
- César 2018 : nomination pour le César du meilleur film documentaire